# Alexander Kerst
Friedrich Alexander Kerszt (Kralupy nad Vltavou, 23 februari 1924 - München, 9 december 2010) was een Oostenrijks acteur. Hij volgde zijn acteursopleiding aan het Max Reinhardt Seminar in Wenen. Door zijn in het oog springende optredens bij het Weense Burgtheater en nadien ook het Volkstheater en  de Münchner Kammerspiele kreeg hij in 1954 zijn eerste filmrol. In de loop van zijn carrière groeide hij uit tot een van de meest gerenommeerde Duitstalige acteurs.
Na een lange, voortslepende ziekte overleed Kerst uiteindelijk op 9 december 2010.

## Filmografie (selectie)
- Derrick (2 afleveringen)
- S.A.S. San Salvador - David Wise
- Der Alte - Dr. Bertram (2 afleveringen)
- Tatort - Eckart Waarst (2 afleveringen)
- SOKO 5113 (1 aflevering)

- Gemeinsame Normdatei: 116142553
- International Standard Name Identifier: 0000 0000 2013 2634
- Library of Congress Control Number: no2012033605
- Istituto Centrale per il Catalogo Unico: DDSV287829
- Virtual International Authority File: 3214205
- WorldCat: E39PBJyCyFBv8rqYy9xYjh78md